# (32498) 2000 XX37
2000 XX37 (asteroide 32498) é um asteroide troiano de Júpiter. Possui uma excentricidade de 0.09836250 e uma inclinação de 26.26900º.
Este asteroide foi descoberto no dia 5 de dezembro de 2000 por LINEAR em Socorro.